# 里片河
里片河（烏克蘭語：Рипень），是烏克蘭西南部的河流，屬於普季爾卡河的左支流。該河發源自維普奇納東部，流經切爾尼夫齊州的維日尼察區，河道全長11公里，流域面積34平方公里。